# Signor Rossi
Signor Rossi ('Herr Rossi') är en rollfigur i ett antal animerade kort- och långfilmer skapade av italienaren Bruno Bozzetto. De första kortfilmerna skapades 1960, och under 1970-talet producerades både kort- och långfilmer med den "lille mannen" som drömmer om ett annat liv och i filmerna upptäcker både världen och händelser ur historien. Filmerna har visats i många länder och visades under 1970-talet på svensk barn-TV.

## Karaktär
Signor Rossi är en kortväxt liten man, som när han klär upp sig syns i röd kostym med svarta byxor och skor, svart fluga och röd/svart platt hatt. Själv är han relativt tunnhårig. Rossi är både lättretad och neurotisk. Den lille mannen signor Rossi var ett exempel på Bozzettos milda satir över dagens samhälle, där han som en nyfiken men missmodig "förlorare" utsätts för både konsumism och "maskinsamhälle".

## Historik
Signor Rossi dök upp 1960 i kortfilmen Un Oscar per signor Rossi. Samma år hade Bozzetto etablerat sin egen animationsstudio. Därefter syntes signor Rossi fram till 1974 i ytterligare ett halvdussin drygt tio minuter långa filmer. De här filmerna innehöll ingen talad dialog, och de undertextades på olika språk beroende på land (italienska, engelska, franska, tyska med mera).
1975 producerades elva stycken tvåminuters kortfilmer. I minifilmerna prövar titelfiguren med mycket växlande framgång på olika idrotter. 
1976–77 producerades tre tecknade långfilmer – var och en 80 minuter lång. Långfilmerna var i stora delar baserade på de tidigare kortfilmerna och bar teman som "kärleken", "semester" och "drömmar".
I en av filmerna – Il signor Rossi cerca la felicità ('Signor Rossi söker lyckan') – blir han vän med sin grannes talande hund Gastone. En häxa uppfyller ett antal av signor Rossis önskningar, vilket leder till diverse äventyr. I Italien visades filmen sedermera på barn-TV, uppdelat i korta avsnitt, och de har även visats i svensk barn-TV.
Signor Rossis italienska röst gjordes av Giuseppe Rinaldi.

## Mottagande
Den lille Rossi blev Bozzettos mest framgångsrika filmfigur. Kortfilmen från 1966, där signor Rossi köper bil, anses vara den mest lyckade av filmerna. Filmfiguren lanserades även som en docka och fick en egen serietidning.

## Filmer

### Kortfilmer (à 10–12 minuter)
1. 1960 – Un Oscar per il signor Rossi ('En Oscar åt signor Rossi')
2. 1963 – Il signor Rossi va a sciare ('Signor Rossi åker skidor')
3. 1964 – Il signore Rossi al mare ('Signor Rossi vid havet')
4. 1966 – Il signor Rossi compra l'automobile ('Signor Rossi köper bil')
5. 1970 – Il signor Rossi al camping ('Signor Rossi på camping')
6. 1971 – Il signor Rossi al safari fotografico ('Signor Rossi på fotosafari')
7. 1974 – Il signor Rossi a Venezia ('Signor Rossi i Venedig')

### Minifilmer (à 2 minuter)
I de elva filmerna från 1975 prövar Rossi på följande idrotter:
1. Rodd
2. Fäktning
3. Skidåkning
4. Gymnastik
5. Cykling
6. Friidrott
7. Basketboll / Volleyboll
8. Tennis
9. Simning
10. Löpning
11. Fotboll

### Långfilmer (à 80 minuter)
1. 1976 – Il signor Rossi cerca la felicità ('Signor Rossi söker lyckan')
2. 1977 – I sogni del signor Rossi ('Signor Rossis drömmar')
3. 1978 – Le vacanze del signor Rossi ('Signor Rossis semester')

## Källhänvisningar
Den här artikeln är helt eller delvis baserad på material från engelskspråkiga Wikipedia, 8 juni 2014.
1. 1 2 3  Bendazzi 1994, sid 294
2. ↑  Bendazzi 1994, sid 295
3. ↑  "Giuseppe Rinaldi". ImdbPro. Läst 29 juni 2014.

- Bendazzi, Giannalberto (1994): Cartoons – One hundred years of cinema animation, kapitel 19. Indiana University Press. ISBN 0-253-20937-4. (engelska)